# Up Your Alley (álbum)
Up Your Alley es el sexto álbum de estudio de Joan Jett. El álbum llegó hasta el puesto 19 en la lista Billboard 200 y obtuvo la certificación de Platino en Estados Unidos y oro en Canadá.

## Lista de canciones
1. "I Hate Myself for Loving You" (Jett, Desmond Child) – 4:07
2. "Ridin' with James Dean" (Jett, Ric Browde, Ricky Byrd) – 3:17
3. "Little Liar" (Jett, Desmond Child) – 4:01
4. "Tulane" (Chuck Berry) – 2:54
5. "I Wanna Be Your Dog" (Dave Alexander, Ron Asheton, Scott Asheton, Iggy Pop) – 5:12
6. "I Still Dream About You" (Jett, Ricky Byrd, Gary Rottger) – 3:23
7. "You Want In, I Want Out" (Jett, Desmond Child) – 4:15
8. "Just Like in the Movies" (Jett, Ric Browde, Ricky Byrd, Kenny Laguna) - 3:05
9. "Desire" (Jett, Kenny Laguna, Diane Warren) – 3:53
10. "Back It Up" (Jett, Ric Browde, Ricky Byrd) – 3:31
11. "Play That Song Again" (Jett, Ricky Byrd, Frank Carillo) - 3:42

## Personal
- Joan Jett - Voz/Guitarra
- Ricky Bird - Guitarra
- Kasim Sulton - Bajo
- Thommy Price - Batería